# 杜利貝 (霍多里夫市鎮)
49°27′8″N 24°22′38″E / 49.45222°N 24.37722°E
杜利貝（羅馬化：Duliby）是烏克蘭西部的村莊，隸屬利維夫州的斯特雷區。該村始建於1066年，面積1.72平方公里，海拔高度280米，2001年人口1,066，人口密度每平方公里619.77人。